# Saint-Aubin (Aube)
Saint-Aubin ist eine französische Gemeinde mit 591 Einwohnern (Stand: 1. Januar 2022) im Département Aube in der Region Grand Est. Der Ort gehört zum Arrondissement Nogent-sur-Seine und zum Kanton Nogent-sur-Seine. Zudem ist die Gemeinde Teil des 2006 gegründeten Gemeindeverbands Nogentais. Die Einwohner werden Saint Aubinois(es) genannt.

## Geographie
Saint-Aubin liegt am Fluss Ardusson rund 43 Kilometer nordwestlich von Troyes und rund 98 Kilometer südöstlich von Paris im Nordwesten des Départements Aube. Die Gemeinde besteht aus dem Dorf Saint-Aubin, dem Weiler La Crouillère sowie Einzelgehöften.
Nachbargemeinden sind Marnay-sur-Seine im Norden, Pont-sur-Seine im Nordosten, Ferreux-Quincey im Südosten, Avant-lès-Marcilly im Süden, Fontaine-Mâcon im Westen sowie Nogent-sur-Seine im Nordwesten.

## Geschichte
Bis zur Französischen Revolution lag Saint-Aubin innerhalb der Provinz Champagne. Die Gemeinde gehörte von 1793 bis 1801 zum Distrikt Nogent-sur-Seine. Seit 1801 ist sie dem Arrondissement Nogent-sur-Seine zugewiesen. Von 1793 bis 1801 war der Ort dem Kanton Pont zugeteilt. Seit 1801 liegt die Gemeinde innerhalb des Kantons Nogent-sur-Seine. Bis 1801 trug die Gemeinde den Namen Saint Aubin. Im Jahr 1832 wurde die Gemeinde La Chapelle-Godefroix (1821: 57 Einwohner) eingegliedert.

## Bevölkerungsentwicklung
| Jahr                                                                     | 1793 | 1800 | 1806 | 1821 | 1831 | 1836 | 1861 | 1911 | 1921 | 1962 | 1968 | 1975 | 1982 | 1990 | 1999 | 2006 | 2012 |
| Einwohner                                                                | 531  | 568  | 557  | 576  | 499  | 618  | 690  | 420  | 359  | 343  | 320  | 348  | 349  | 505  | 537  | 543  | 590  |
| Quellen: Cassini und INSEE;1793-1821 und ab 1836 heutiges Gemeindegebiet |      |      |      |      |      |      |      |      |      |      |      |      |      |      |      |      |      |

## Sehenswürdigkeiten
- Menhir de la Grande-Pierre, seit 1993 ein Monument historique[1]
- ehemalige Abtei Abbaye du Paraclet, seit 1925 ein Monument historique[2] an der Grenze zur Gemeinde Ferreux-Quincey
- Dorfkirche Saint-Aubin
- Denkmal für die Gefallenen[3]

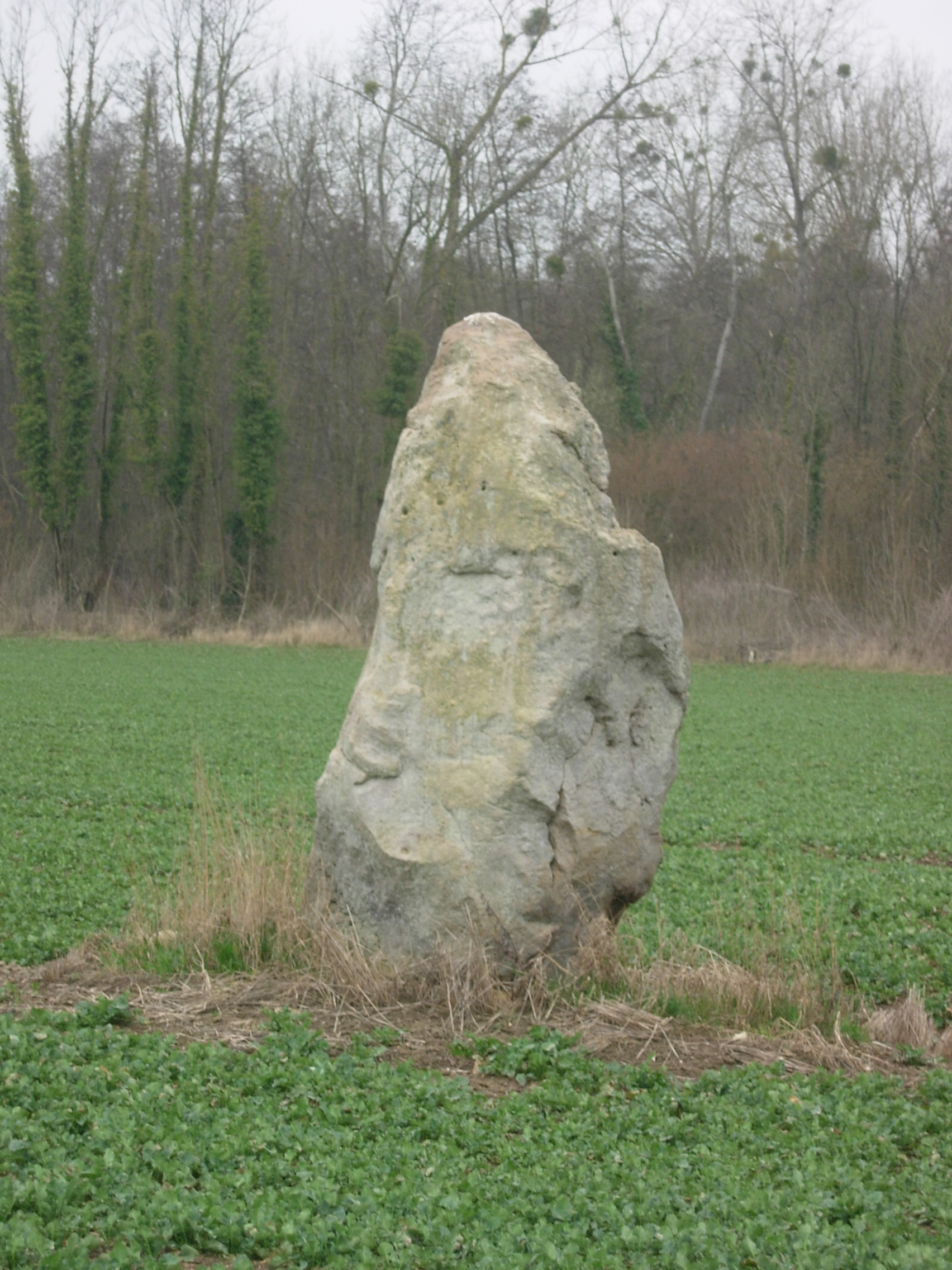
Menhir de la Grande Pierre
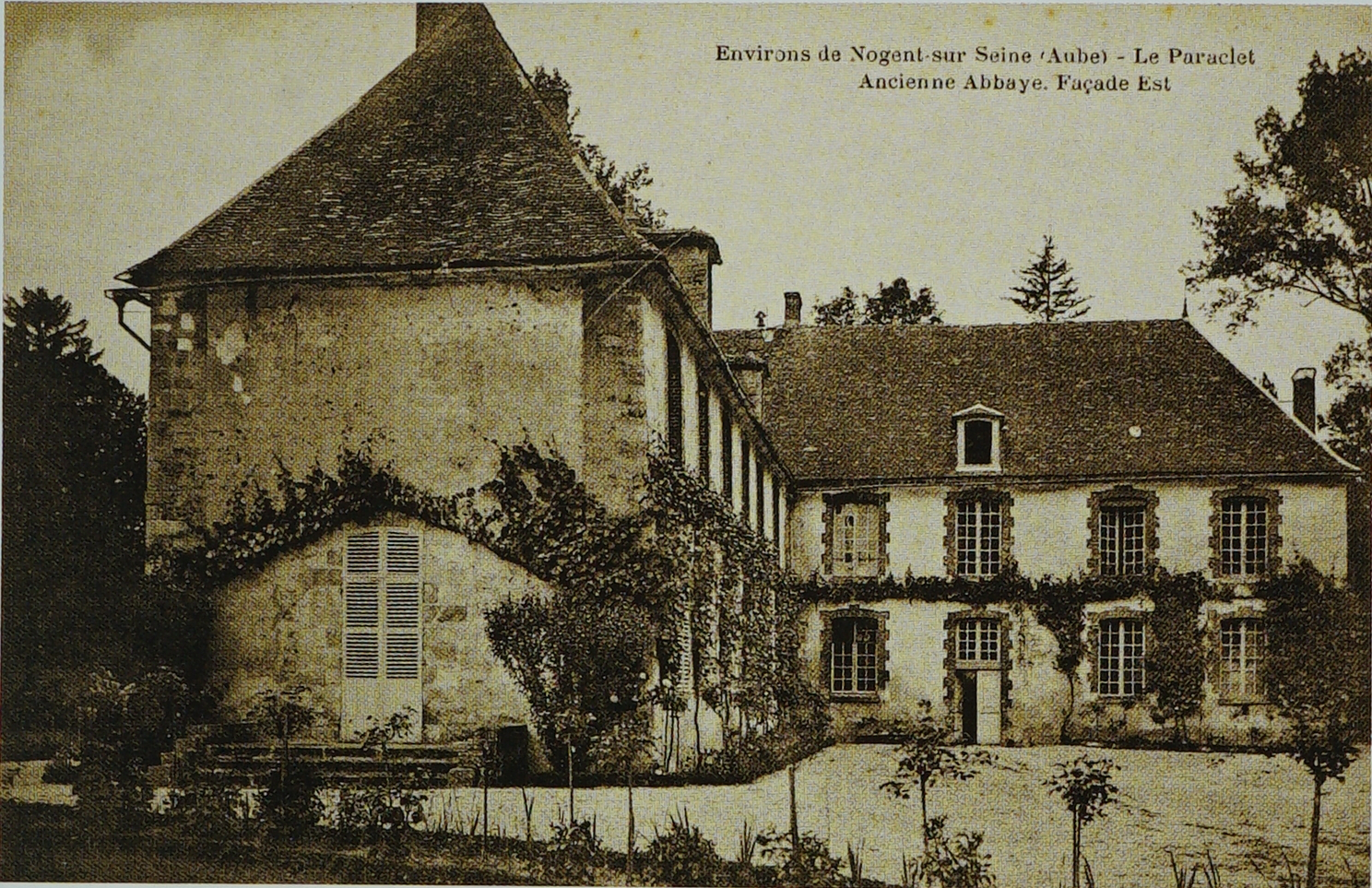
Ehemalige Abtei von Le Paraclet
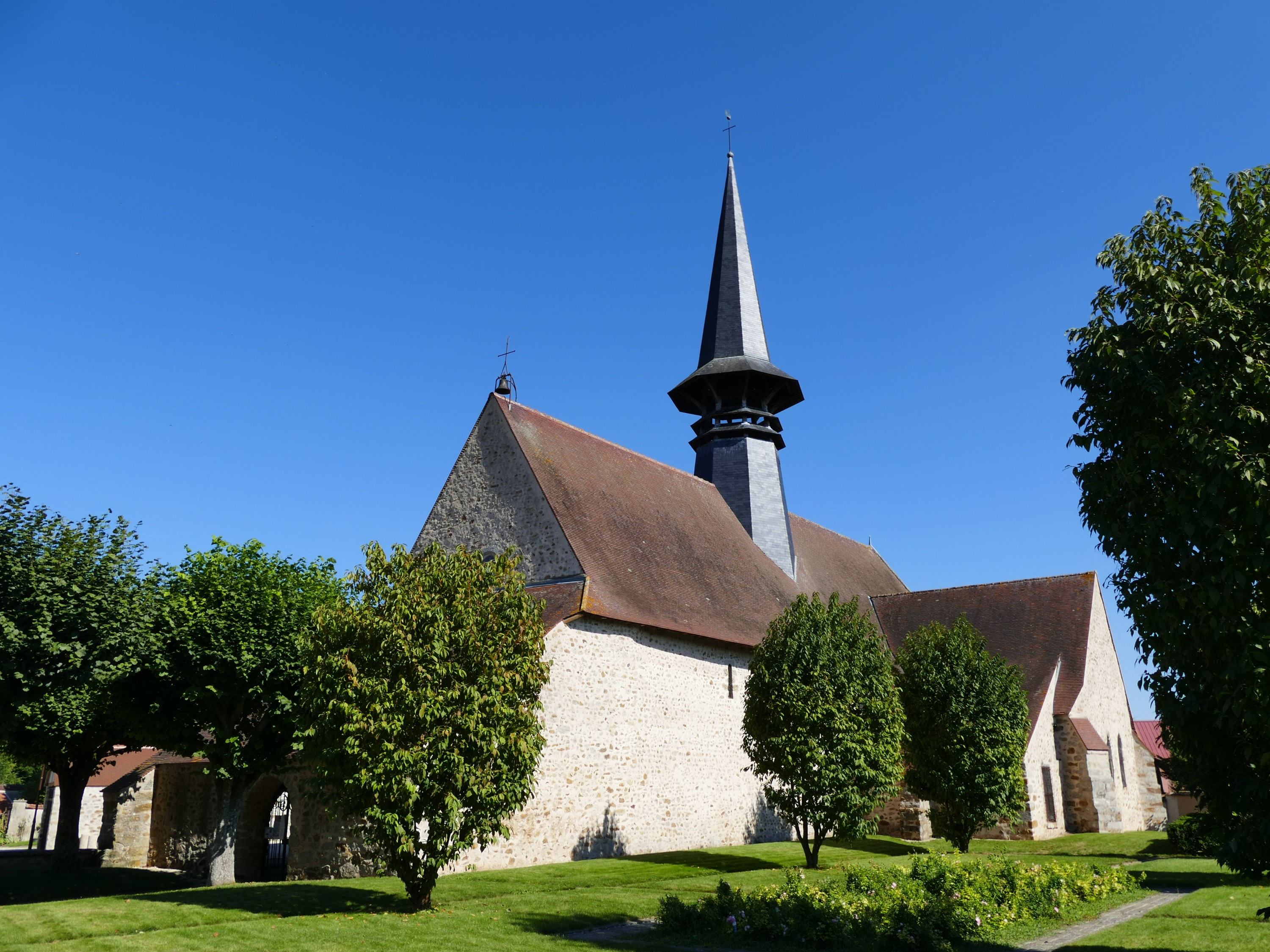
Dorfkirche Saint-Aubin
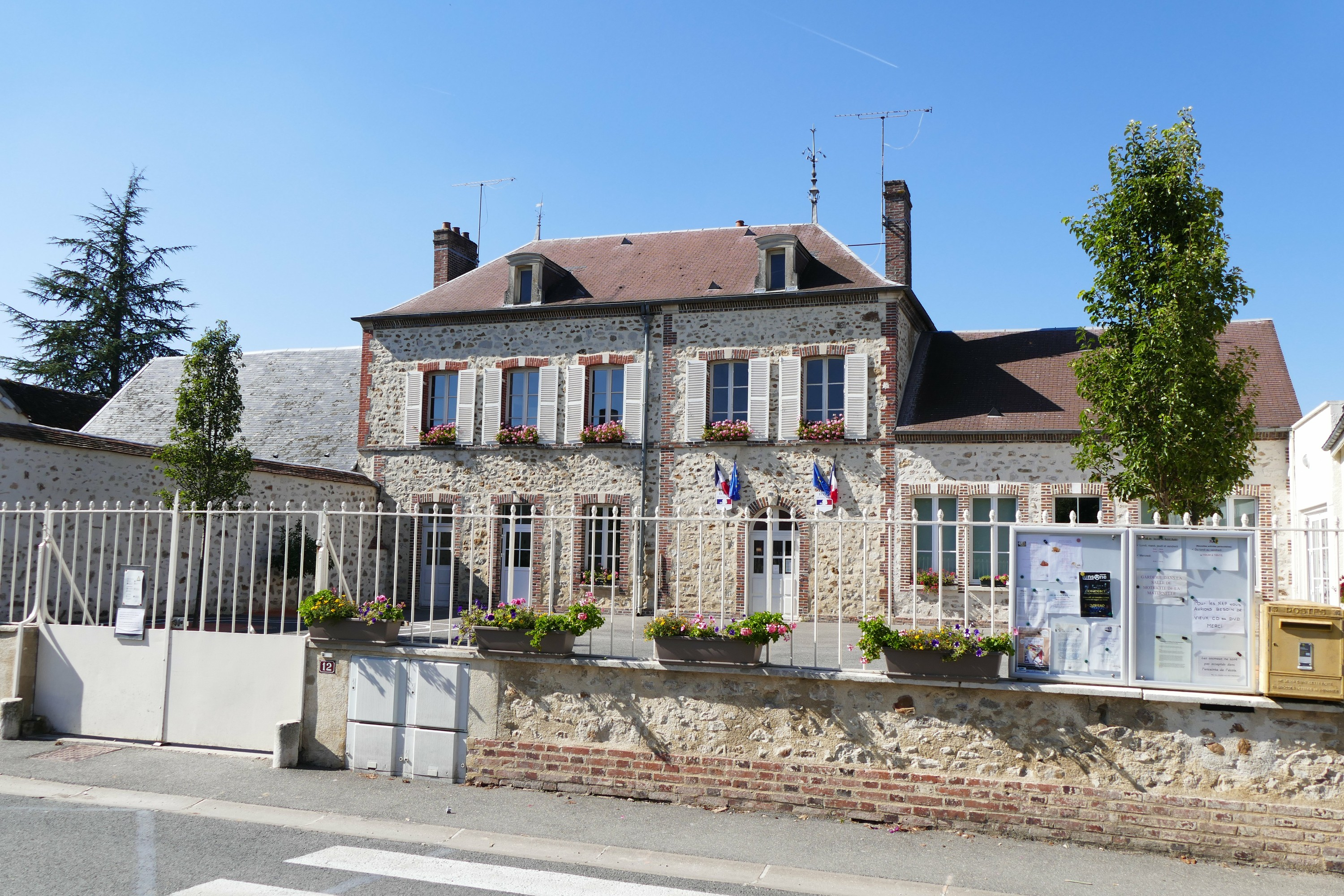
Rathaus (Mairie) von Saint-Aubin
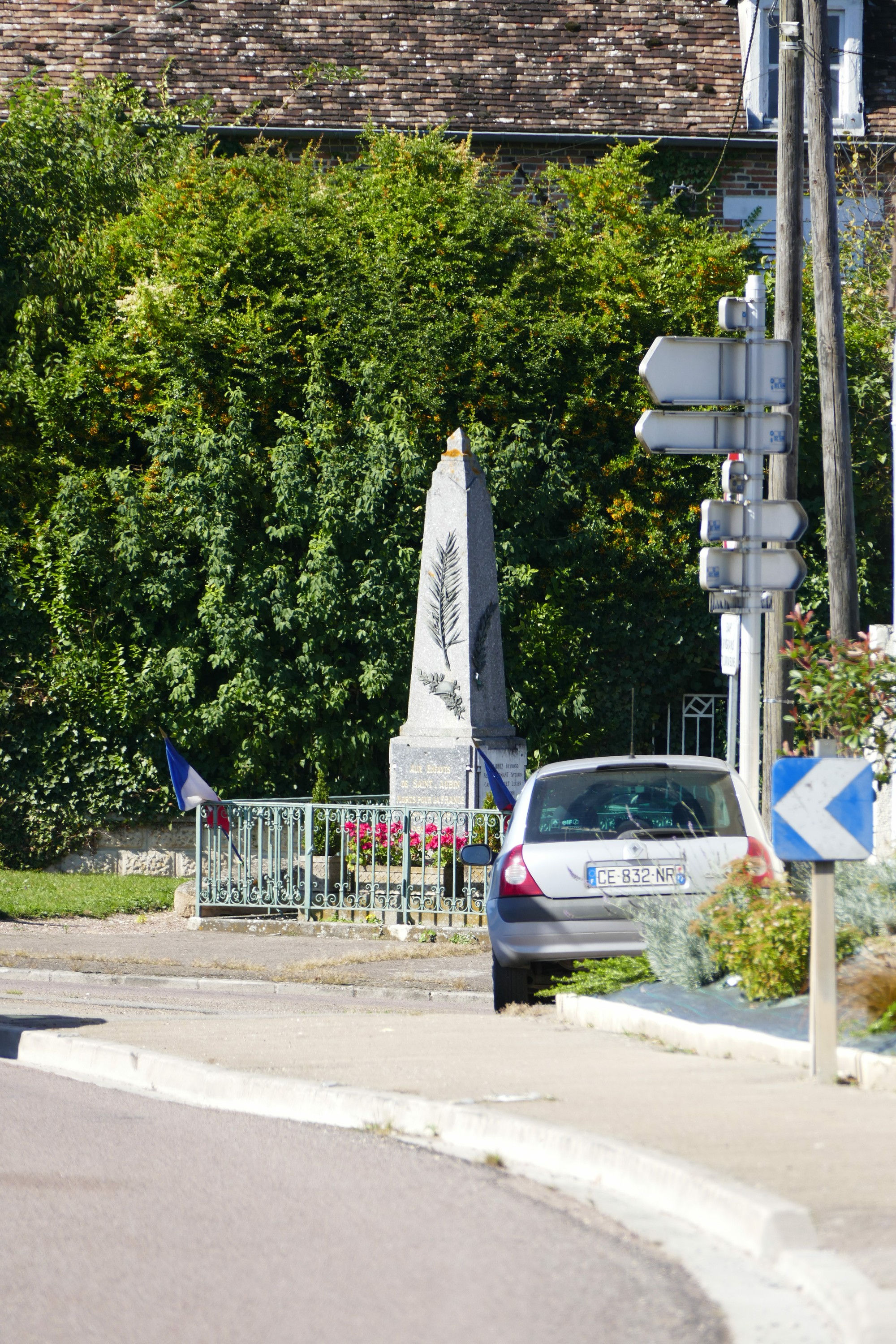
Denkmal für die Gefallenen

## Meteorit
1968 wurde bei Saint-Aubin ein rund 472 Kilogramm schwerer Eisenmeteorit vom Typ IIIAB gefunden. Der Meteorit bestand aus fünf Fragmenten, die beim Pflügen eines Ackers zum Vorschein kamen.